# UFC 189
UFC 189: Mendes vs. McGregor — событие организации смешанных боевых искусств Ultimate Fighting Championship, которое прошло 11 июля 2015 года в спортивном комплексе MGM Grand Garden Arena в американском городе Лас-Вегас, штат Невада. Турнир состоялся в рамках UFC на ежегодной международной неделе боёв.

## Положение до турнира
Первоначально ожидалось, что главным поединком вечера станет бой между действующим чемпионом UFC в полулёгком весе Жозе Алду и главным претендентом Конором Макгрегором. 23 июня стало известно, что Алду получил перелом ребра во время тренировки, и по этой причине бой может быть отменён. На этот случай UFC подготовила замену Алду в лице Чеда Мендеса, который поборолся бы с Макгрегором за титул временного чемпиона в полулёгком весе. 30 июня президент UFC Дэйна Уайт подтвердил сообщение о том, что Алду не сможет провести бой и выбывает с турнира, а его заменяет Мендес.
Вторым по значимости поединком стал бой за титул чемпиона UFC в полусреднем весе между действующим чемпионом Робби Лоулером и главным претендентом Рори Макдональдом. Их первая встреча прошла на UFC 167 и завершилась победой Лоулера раздельным решением судей.
В рамках турнира должна была состояться встреча Мэтта Брауна с Нейтом Диасом. Но в середине апреля стало известно, что боя не состоится из-за контрактных разногласий. Вместо этого Браун встретился с Тимом Минсом. Поединок в полусреднем весе между Джейком Элленбергером и Стивеном Томпсоном сделали главным боем вечера на The Ultimate Fighter 21 Finale, который состоялся через день на той же спортивной арене. Гуннар Нельсон должен был встретиться с Джоном Хэтэуэйем, однако Хэтэуэй получил травму и вынужден был сняться. Его заменил Брэндон Тэтч, который должен был драться на этом же турнире с Джоном Говардом. В свою очередь, Джону Говарду выдали нового противника, ирландца Катала Пендреда.
Во время процедуры взвешивания Джереми Стивенс не уложился в положенную полулёгкую весовую категорию (66 кг), показав на весах 67,81 кг. Ему дали дополнительное время, но Стивенс не совершил попыток сбросить вес. Вместо того, он был оштрафован на 20 % своего гонорара, которые отошли его сопернику Деннису Бермудесу.

## Результаты
| Категория                            |                  |      |                 | Способ                                                    | Раунд | Время |
| Основные бои                         |                  |      |                 |                                                           |       |       |
| Полулёгкий веc                       | Конор Макгрегор  | поб. | Чед Мендес      | Технический нокаут (удары)                                | 2     | 4:57  |
| Полусредний вес                      | Робби Лоулер (ч) | поб. | Рори Макдональд | Технический нокаут (удары)                                | 5     | 1:00  |
| Промежуточный вес (67,8 кг)          | Джереми Стивенс  | поб. | Деннис Бермудес | Технический нокаут (удар коленом в прыжке и удары руками) | 3     | 0:32  |
| Полусредний вес                      | Гуннар Нельсон   | поб. | Брэндон Тэтч    | Удушающий приём (сзади)                                   | 1     | 2:54  |
| Легчайший вес                        | Томас Алмейда    | поб. | Брэд Пикетт     | Нокаут (удар коленом в прыжке)                            | 2     | 0:29  |
| Предварительные бои (Fox Sports 1)   |                  |      |                 |                                                           |       |       |
| Полусредний вес                      | Мэтт Браун       | поб. | Тим Минс        | Удушающий приём (гильотина)                               | 1     | 4:44  |
| Полусредний вес                      | Алекс Гарсия     | поб. | Майк Свик       | Единогласное решение (29-28, 30-27, 30-27)                | 3     | 5:00  |
| Полусредний вес                      | Джон Говард      | поб. | Катал Пендред   | Раздельное решение (29-28, 28-29, 29-28)                  | 3     | 5:00  |
| Легчайший вес                        | Коди Гарбрандт   | поб. | Генри Брионес   | Единогласное решение (30-27, 30-27, 30-27)                | 3     | 5:00  |
| Предварительные бои (UFC Fight Pass) |                  |      |                 |                                                           |       |       |
| Наилегчайший вес                     | Луис Смолка      | поб. | Нил Сири        | Единогласное решение (30-27, 30-27, 30-27)                | 3     | 5:00  |
| Лёгкий вес                           | Коди Пфистер     | поб. | Йосденис Седено | Единогласное решение (29-28, 29-28, 29-28)                | 3     | 5:00  |

## Награды
Следующие бойцы получили бонусные выплаты в размере $50 000:
- Лучший бой вечера: Робби Лоулер против Рори Макдональда
- Выступление вечера: Конор Макгрегор и Томас Алмейда

## Выплаты
Ниже приводятся суммы официальных выплат, опубликованные Атлетической Комиссией штата Невада. Они не включают спонсорских денег, прибыли за продажу платных трансляций и призовых за награды.
- Конор Макгрегор: $500 000 поб. Чеда Мендеса ($500 000)
- Робби Лоулер: $300 000 (включая бонус за победу $150 000) поб. Рори Макдональда ($59 000)
- Джереми Стивенс: $72 000 (включая бонус за победу $40 000) поб. Денниса Бермудеса ($34 000)
- Гуннар Нельсон: $58 000 (включая бонус за победу $29 000) поб. Брэндона Тэтча ($22 000)
- Томас Алмейда: $24 000 (включая бонус за победу $12 000) поб. Брэда Пикетта ($30 000)
- Мэтт Браун: $92 000 (включая бонус за победу $46 000) поб. Тима Минса ($23 000)
- Алекс Гарсия: $30 000 (включая бонус за победу $15 000) поб. Майка Свика ($48 000)
- Джон Ховард: $42 000 (включая бонус за победу $21 000) поб. Катала Пендреда ($10 000)
- Коди Гэрбрандт: $20 000 (включая бонус за победу $10 000) поб. Генри Брионеса ($10 000)
- Луис Смолка: $30 000 (включая бонус за победу $15 000) поб. Нила Сири ($15 000)
- Коди Пфистер: $20 000 (включая бонус за победу $10 000) поб. Йосдениса Седено ($13 000)

## Интересные факты
Это первый турнир, на котором бойцы выступили в новой униформе от Reebok, с которой UFC подписала контракт 2 декабря 2014 года.
Фоновая музыка для главного боя вечера была исполнена вживую. Во время выхода Конора Макгрегора ирландская певица Шинейд О’Коннор спела балладу «Foggy Dew», а Аароном Льюисом была сыграна песня «Country Boy» под выход Чеда Мендеса.